# Murmansk (Schiff, 1955)
Die Murmansk (russisch Мурманск) war ein Leichter Kreuzer des Projekts Nr. 68-bis (von der NATO als Swerdlow-Klasse bezeichnet) der sowjetischen und später der Nordflotte der russischen Marine.

## Entwicklung und Geschichte

### Bau
Die Kreuzer der Swerdlow-Klasse, sowjetische Bezeichnung Projekt 68bis, waren die letzten konventionellen Kanonenkreuzer, die für die sowjetische Marine gebaut wurden. Sie wurden in den 1950er Jahren gebaut und basierten auf sowjetischen, deutschen und italienischen Entwürfen und Konzepten, die vor dem Zweiten Weltkrieg entwickelt wurden. Sie wurden modifiziert, um ihre Seetüchtigkeit zu verbessern, sodass sie mit hoher Geschwindigkeit in den rauen Gewässern des Nordatlantiks fahren konnten. Der Grundrumpf war moderner und hatte einen besseren Panzerschutz als die große Mehrheit der nach dem Zweiten Weltkrieg von vergleichbaren Nationen gebauten und eingesetzten Kanonenkreuzer. Sie verfügten außerdem über eine umfangreiche Palette moderner Radarausrüstung und Flugabwehrartillerie. Die Sowjets planten ursprünglich, 40 Schiffe dieser Klasse zu bauen, die von den Schlachtkreuzern und Flugzeugträgern der Stalingrad-Klasse unterstützt werden sollten.

### Einsatz
Die Murmansk wurde 1953 in Sewerodwinsk auf Kiel gelegt und am 22. September 1955 in Dienst gestellt. Sie wurde 1956 bei der Gründung der 2. Kreuzerdivision Teil der Division.

### Abwrackung und Versenkung
1994 wurde die Murmansk zum Abwracken nach Indien verkauft, lief aber während der Überführung vor dem norwegischen Dorf Sørvær auf Grund. Damals machte ein gebürtiger Norweger ein Foto, das das Schiff in nahezu perfektem Zustand mit massiver Schlagseite zeigte. Zunächst wurde geschätzt, dass die Winterstürme Teile der Murmansk über dem Wasser zerstören würden, aber das Schiff blieb in einem Stück und 2009 wurden Mittel für die Abwrackung des Schiffes bereitgestellt.
Im Jahr 2008 gaben die Organisationen Veolia und Bellona bekannt, dass sie eine „Radioaktivitätsquelle“ gefunden hätten, was eine Welle der Panik unter den Anwohnern auslöste, die eine „erhöhte Krebsrate“ feststellten. Später wurde bestätigt, dass es sich um Leuchtfarbe auf einigen Anzeigen und Schaltern handelte, deren Isotopengehalt so gering war, dass er keine biologische Wirkung hatte. Das Schiff enthielt jedoch eine Reihe anderer giftiger Substanzen wie Treibstoffrückstände, PCB und Asbest.
Da sich das Schiff zum Zeitpunkt der Entscheidung zur Bergung in einem sehr schlechten Zustand befand, gab es keine Möglichkeit, es abzuschleppen. Skandinaviens größter Abbruchunternehmer, AF Decom, errichtete einen massiven Wellenbrecher und einen Fangdamm um die Murmansk, um das Schiffswrack vom Land aus zu erreichen und es an Ort und Stelle abzuwracken.
Der Fangdamm um das Wrack wurde im April 2012 versiegelt. Mitte Mai war das Dock fast leer und der Abbruch des Kreuzers begann. Das Projekt wurde 2013 abgeschlossen.

## Galerie

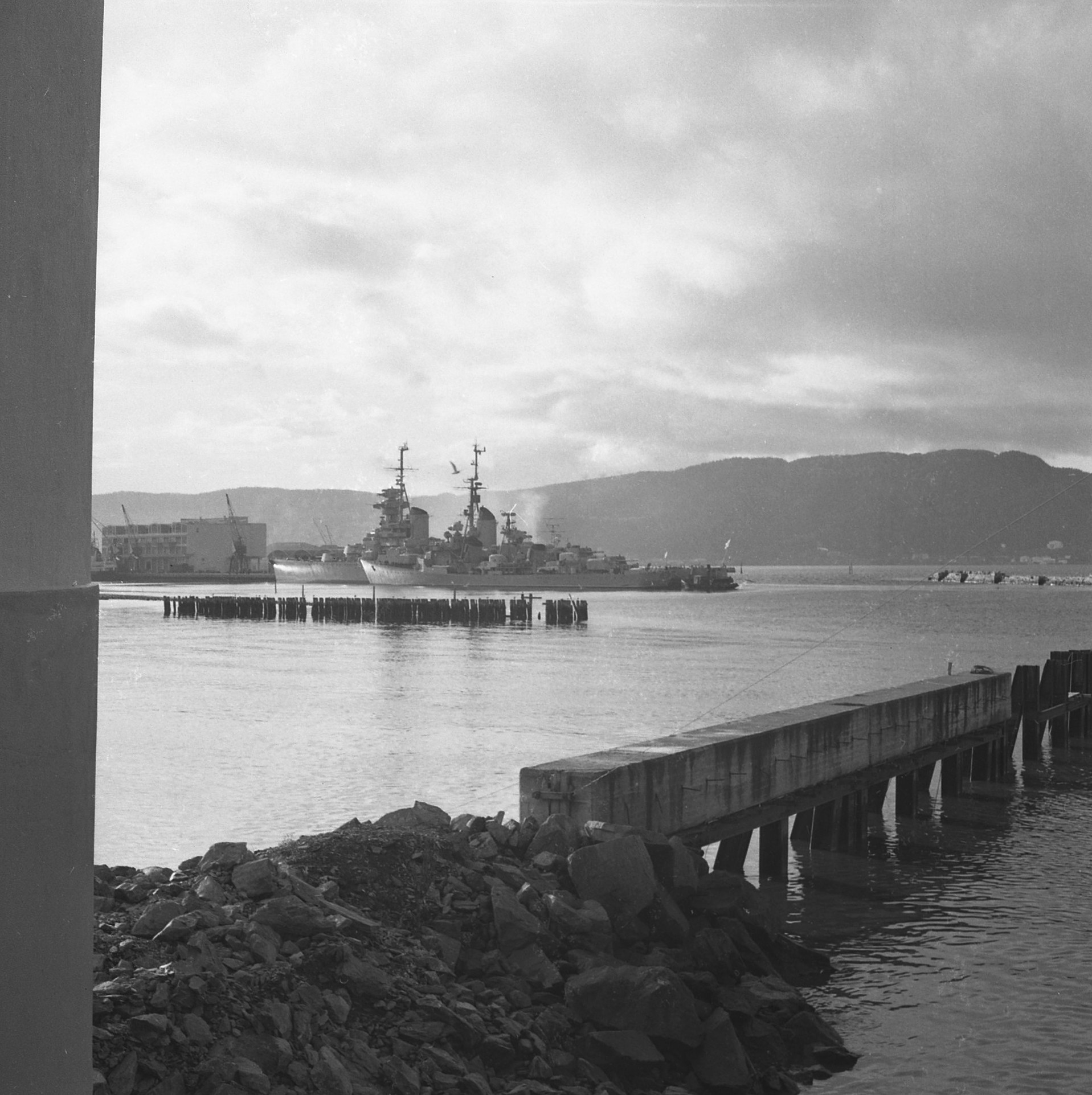
Die Murmansk 1964
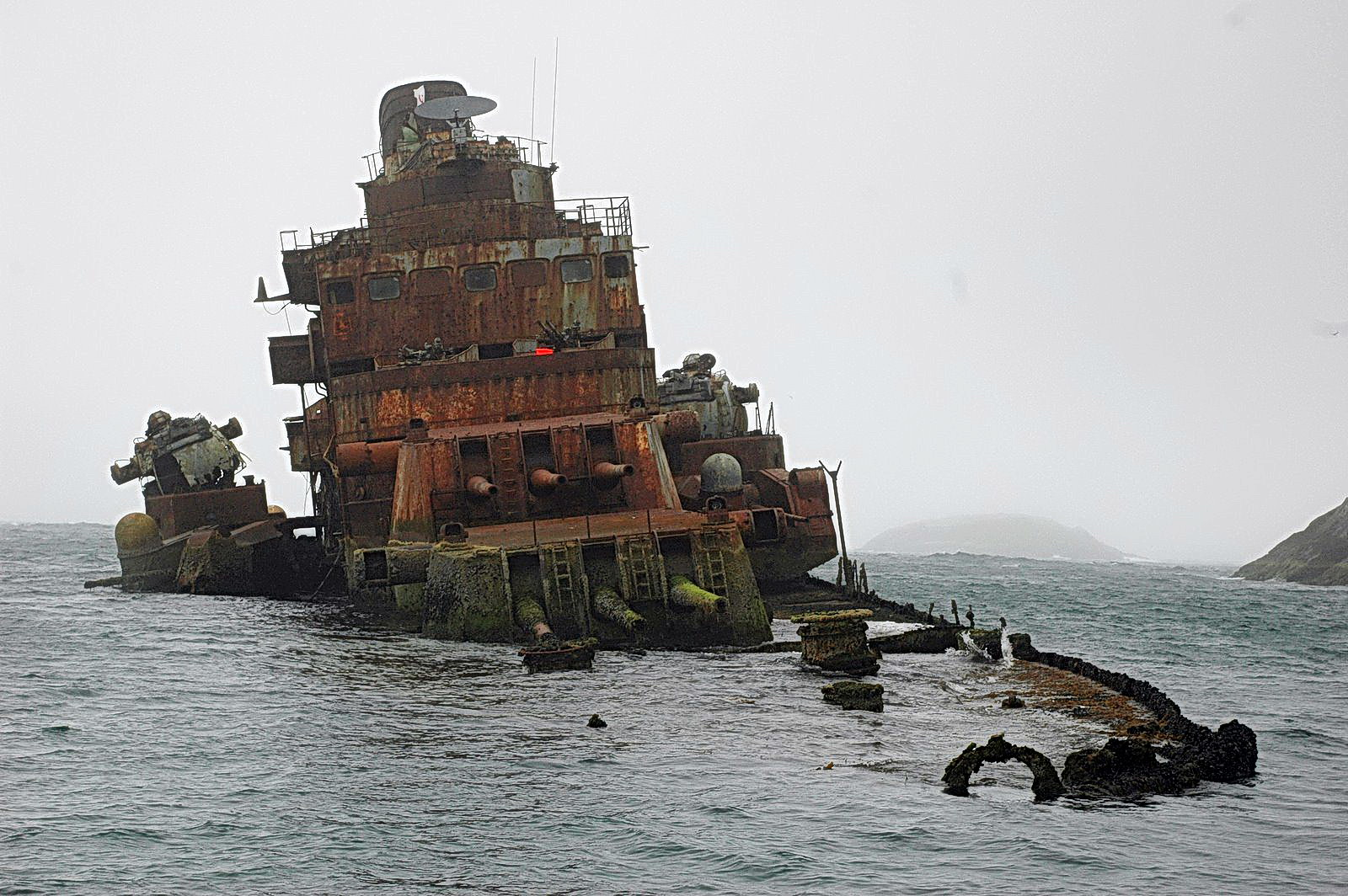
Wrack der Murmansk
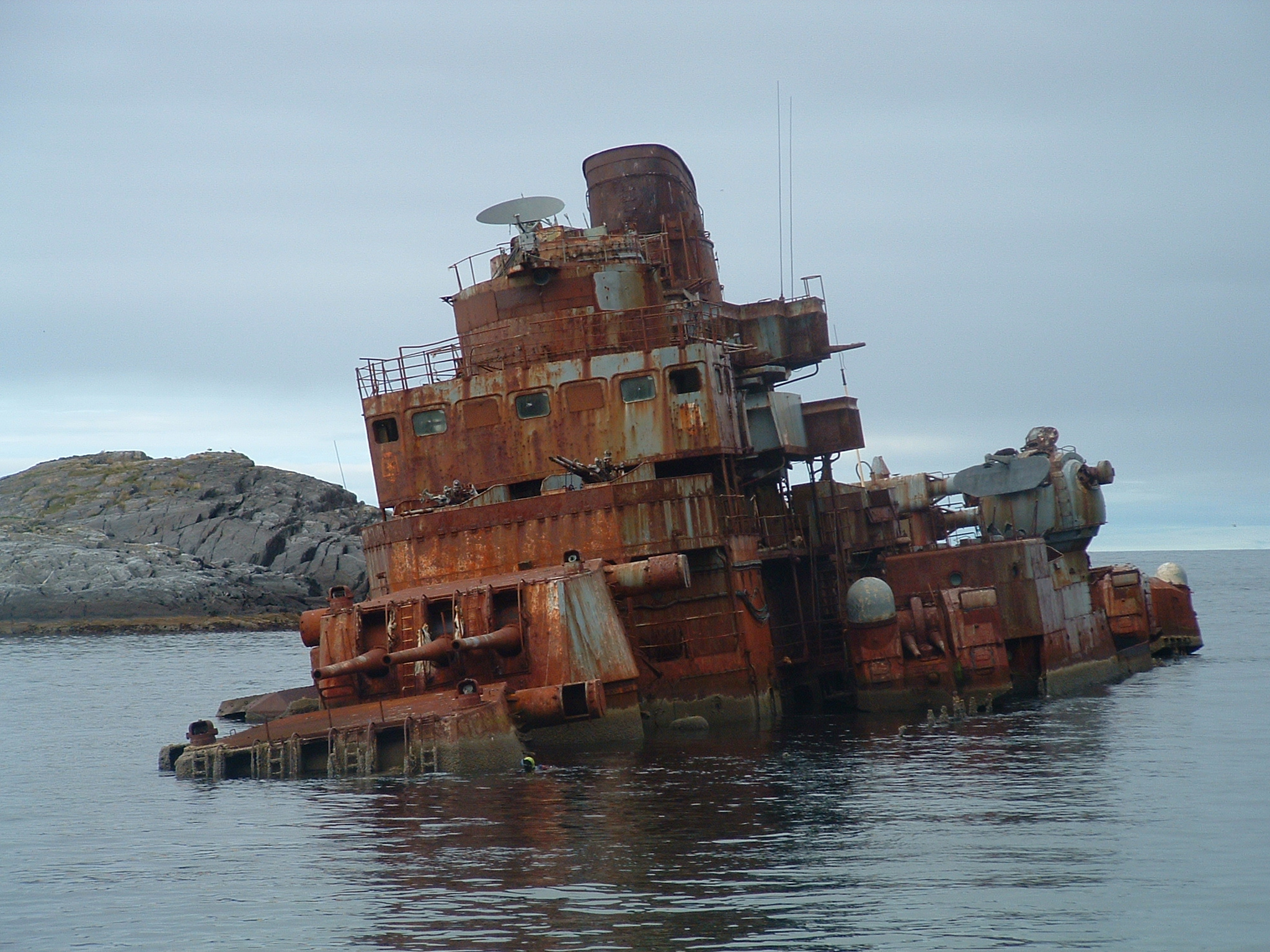
Wrack der Murmansk am 6. Januar 2002